# Ронекс Кіпруто
Ронекс Кіпруто (англ. Rhonex Kipruto, 12 жовтня 1999) — кенійський легкоатлет, який спеціалізується в бігу на довгі та середні дистанції, чемпіон світу з бігу на 10000 метрів серед юніорів, бронзовий призер «дорослого» чемпіонату світу в цій дисципліні.
8 вересня 2018 на 10-кілометровому шосейному пробігу «Birell Prague Grand Prix» у Празі показав другий час в історії дисципліни (26.46), який лише двома секундами поступався світовому рекорду серед дорослих, встановленому у 2010 співвітчизником Леонардом Комоном. Позаяк, показаний Кіпруто результат став вищим світовим досягненням серед юніорів.
12 січня 2020 на 10-кілометровому шосейному пробігу «10k Valencia Ibercaja» у Валенсії встановив світовий рекорд у цій дисципліні (26.24), перевершивши попереднє досягнення угандійця Джошуа Чептегея (26.38), встановлене у грудні 2019 також у Валенсії. У цьому ж забігу кенієць покращив світовий рекорд на 5-кілометровій дистанції, показавши час 13.18, на 4 секунди кращий за попереднє досягнення кенійця Роберта Кетера, встановлене у листопаді 2019 у Ліллі.

## Виступи на основних міжнародних змаганнях
| Рік  | Змагання                      | Місто   | Місце | Дисципліна     | Примітки |
| ---- | ----------------------------- | ------- | ----- | -------------- | -------- |
| 2018 | Чемпіонат світу серед юніорів | Тампере | 1     | 10000 метрів   | [ 4 ]    |
| 2019 | Чемпіонат світу з кросу       | Орхус   | 6     | дорослий забіг |          |
| 2019 | Чемпіонат світу               | Доха    | 3     | 10000 метрів   | [ 5 ]    |